# Neomaso peltatus
Neomaso peltatus là một loài nhện trong họ Linyphiidae.
Loài này thuộc chi Neomaso. Neomaso peltatus được Alfred Frank Millidge miêu tả năm 1985.